# André Moynet

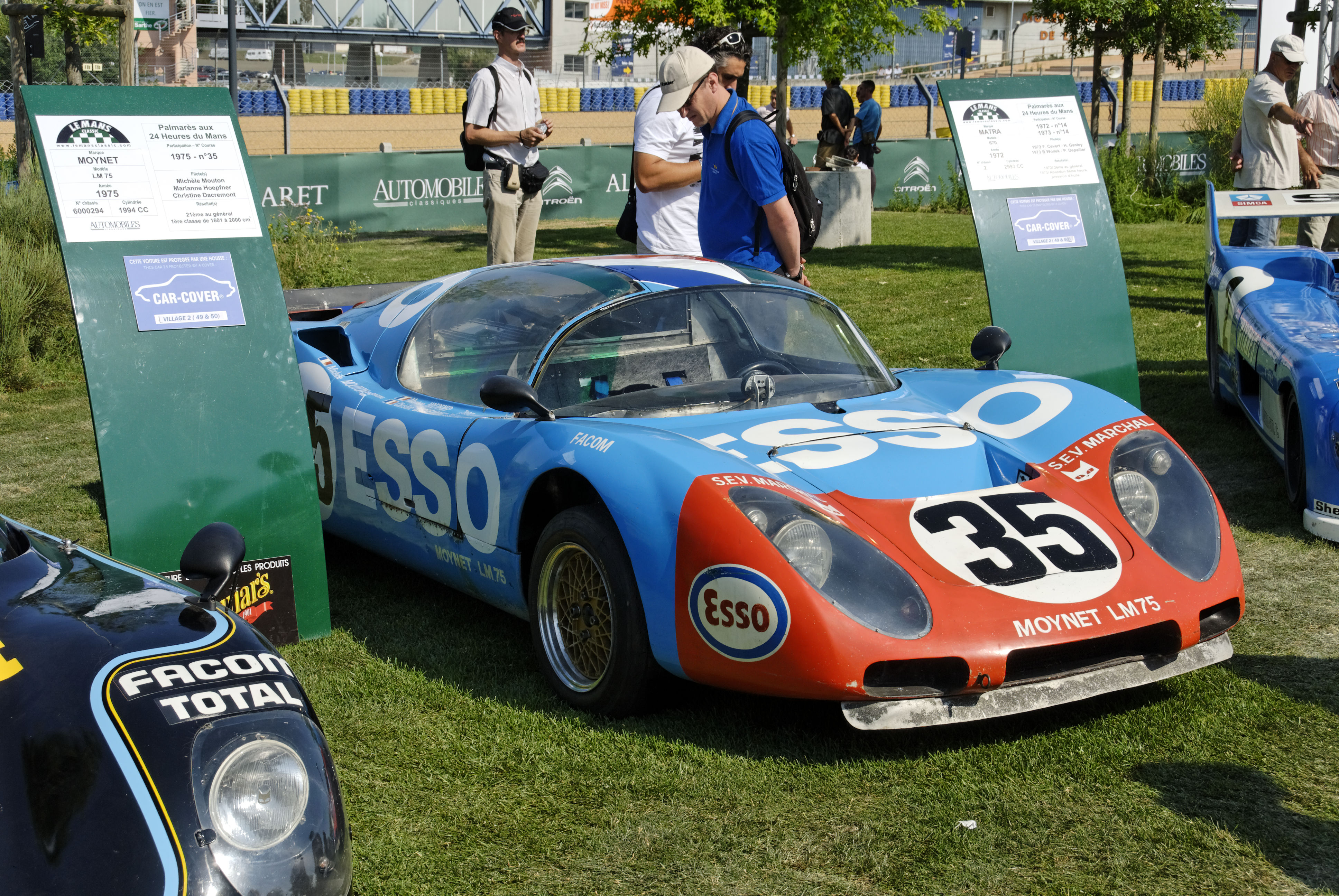
Der beim 24-Stunden-Rennen von Le Mans 1975 von Christine Dacremont, Michèle Mouton und Marianne Hoepfner an die 21. Stelle der Gesamtwertung gefahrene Moynet LM75

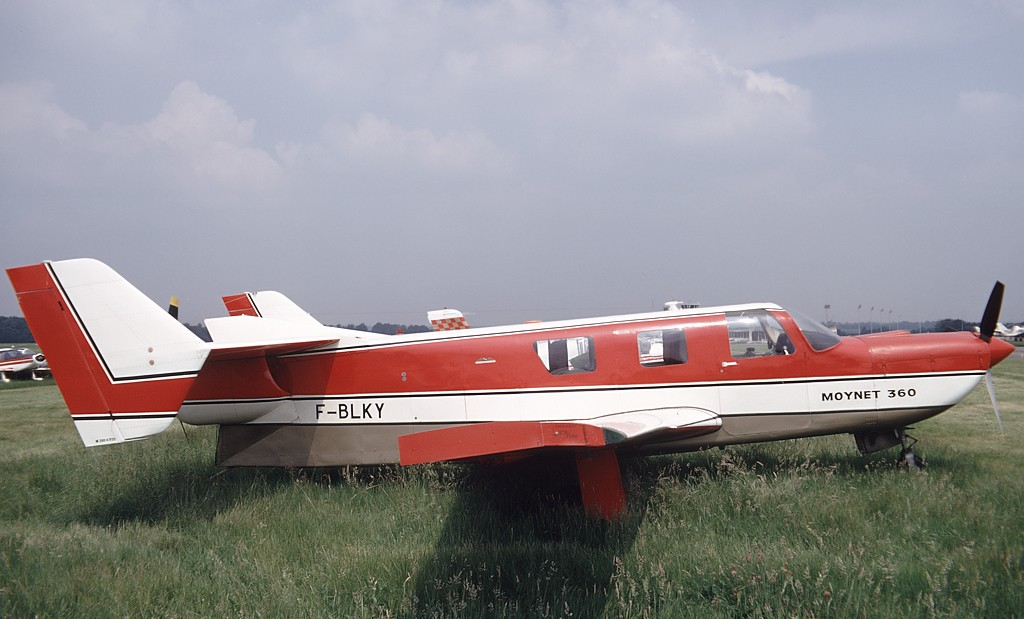
Die nach André Moynet benannte und bei Matra entwickelte Moynet Jupiter

André Rémy Moynet (* 19. Juli 1921 in Saint-Mandé; † 2. Mai 1993 in Nizza) war ein französischer Pilot, Kriegsheld im Zweiten Weltkrieg, Politiker, Autorennfahrer und Rennwagenkonstrukteur.

## Flieger im Zweiten Weltkrieg und Testpilot
André Moynet war der Sohn eines französischen Industriellen und besuchte in den 1930er-Jahren ein Gymnasium in Paris. Knapp vier Monate nach dem Ausbruch des Zweiten Weltkriegs und der französischen Kriegserklärung am 3. September 1939 gegen das Deutsche Reich, trat er am 26. Dezember im Alter von 18 Jahren als Freiwilliger in die Französische Armee ein.
Anfang 1940 erhielt er in den Flugschulen von Tarbes und Dax eine Ausbildung als Heeresflieger. Nach dem Angriff der Wehrmacht 1940 und dem Zusammenbruch der Alliierten Streitkräfte in Frankreich floh er am 24. Juni mit Teilen einer polnischen Einheit auf dem britischen Truppentransporter Ettrick von Saint-Jean-de-Luz nach Plymouth, wo er am 1. Juli anlandete.
In England schloss er sich der Freien Französischen Armee an und kämpfte als Kampfflieger erst in Afrika und später über dem europäischen Festland. 1943, inzwischen zum Leutnant befördert, ging er mit der Normandie-Njemen an die Ostfront und kämpfte dort mit der Roten Armee bis Dezember 1944 gegen die Achsenmächte. Das Kriegsende erlebte als Hauptmann in der Normandie. Bestätigt sind 12 Abschüsse bei 115 Lufteinsätzen.
Nach dem Ende des Krieges wurde er in die neue reguläre Armee übernommen und flog 1956 als Reservist 76 Einsätze im Algerienkrieg. Als Testpilot der Luftwaffe war er auch an der Entwicklung von zivilen Flugzeugen, wie der Sud Aviation Caravelle beteiligt. Die bei Matra gebaute Moynet Jupiter wurde nach ihm benannt. Seinen höchsten Rang in der Luftwaffe erreicht er als Oberst 1968.
Moynet erhielt viele militärische Auszeichnungen, darunter den Silver Star, der Rotbannerorden und hohe Auszeichnungen der freien französischen Streitkräfte und der Roten Armee. Außerdem war er Großoffizier der Ehrenlegion.

## Politiker
Moynet stieg 1946 in die Politik ein und hatte bis Ende der 1960er-Jahre verschiedene Ämter inne. Von 1946 bis 1967 war er 21 Jahre lang unabhängiger Abgeordneter der Nationalversammlung. In der Zeit der Ministerpräsidentschaft von Pierre Mendès France und dessen Nachfolger Edgar Faure, war er vom 12. November 1954 bis zum 1. Februar 1956 Minister für Jugend und Sport. Zwischen 1962 und 1967 war er Vorsitzender der nationalen Verteidigungskommission der Nationalversammlung. Sein letztes politisches Amt war das des Bürgermeisters von Biot.

## Rennfahrer im Sportwagensport
In den 1950er und 1960er Jahren bestritt er als Herrenfahrer ausgewählte Sportwagenrennen. Seinen ersten Start hatte er beim 12-Stunden-Rennen von Sebring 1953 auf einem DB HBR. Nach einem Fehler beim Boxenstopp wurden er und sein Partner Hobart Cook disqualifiziert. Das 12-Stunden-Rennen von Hyères 1953 beendete er als Siebter (Partner Élie Bayol) und im selben Jahr das 24-Stunden-Rennen von Le Mans als 17. der Gesamtwertung (Partner René Bonnet).
Nach einem weiteren Rennen in Le Mans 1954 fuhr er erst 1961 wieder Autorennen. Nach einem 38. Rang beim 1000-km-Rennen am Nürburgring und einem zehnten Endrang beim Großen Preis von Rouen beendete er beim 24-Stunden-Rennen von Le Mans seine aktive Karriere.

## Konstrukteur und Teamchef
Ende der 1960er-Jahre wollte Moynet mit einem eigenen Sportwagen-Prototypen in Le Mans an den Start gehen. Die erste Entwicklung war der XS, der einen 1,2-Liter-4-Zylinder-Reihenmotor hatte. Gefahren wurde der Wagen von Max Jean und René Ligonnet die das Rennen schon nach sechs Runden wegen einer defekten Ölpumpe beenden mussten. Beim folgenden 1000-km-Rennen von Paris gab es eine Zielankunft und den 18. Endrang. 1970 gab es eine weitere Meldung, mit dem diesmal als LM68 bezeichneten Rennwagen. Die Offiziellen des ACO ließen das Fahrzeug aber nicht zum Rennen antreten.
1975 folgte ein erneuter, diesmal erfolgreicher Anlauf. Der Moynet LM75 war eine Weiterentwicklung des XS. Das Fahrzeug verfügte über einen damals üblichen Stahlrohrrahmen mit darüber montierter Fiberglaskarosserie. Der Motor JRD Straight 4 war eine modifizierte Version eines 2-Liter-Rennmotors von Simca mit zwei Weber-Vergasern. Die Leistung lag bei 142 kW bei 7.200 Umdrehungen pro Minute. Da Moynet eng mit der französischen Flugzeugindustrie verbunden war und dortigen Ressourcen nutzen konnte, verfügte der Moynet LM75 über eine sehr gute Aerodynamik.
Als Sponsor wurde Esso gewonnen, wodurch der gesamte Einsatz finanziert war. Moynet verpflichtete mit Christine Dacremont, Marianne Hoepfner und Michèle Mouton drei Fahrerinnen und erreichte damit auch für den Sponsor große mediale Aufmerksamkeit. Dazu kam, das unter den direkten Konkurrenten um den Sieg in der Sportwagenklasse bis 2-Liter-Hubraum mit Lella Lombardi und Marie-Claude Charmasson im Alpine A441 ein weiteres Damenteam antrat. Obwohl das Trio von einigen Problemen betroffen war, so fielen in der Nacht alle Armaturen aus und die Damen mussten nach Gehör fahren, sicherten sie sich völlig überraschend den Klassensieg.

## Statistik

### Le-Mans-Ergebnisse
| Jahr | Team                          | Fahrzeug      | Teamkollege          | Platzierung | Ausfallgrund    |
| ---- | ----------------------------- | ------------- | -------------------- | ----------- | --------------- |
| 1953 | Automobiles Deutsch et Bonnet | DB HBR        | René Bonnet          | Rang 17     |                 |
| 1954 | Equipe Gordini                | Gordini T15S  | Charles de Clareur   | Ausfall     | Zündungsschaden |
| 1961 | Automobiles Deutsch et Bonnet | DB HBR5 Coupé | Jean-Claude Vidilles | Rang 19     |                 |

### Sebring-Ergebnisse
| Jahr | Team        | Fahrzeug | Teamkollege | Platzierung     | Ausfallgrund |
| ---- | ----------- | -------- | ----------- | --------------- | ------------ |
| 1953 | Hobart Cook | DB HBR   | Hobart Cook | Disqualifiziert |              |

### Einzelergebnisse in der Sportwagen-Weltmeisterschaft
| Saison | Team                         | Rennwagen        | 1   | 2   | 3   | 4   | 5   | 6   | 7   |
| ------ | ---------------------------- | ---------------- | --- | --- | --- | --- | --- | --- | --- |
| 1953   | Hobart Cook Deutsch & Bonnet | DB HBR           | SEB | MIM | LEM | SPA | NÜR | RTT | CAP |
| 1953   | Hobart Cook Deutsch & Bonnet | DB HBR           | DNF |     | 17  |     |     |     |     |
| 1954   | Gordini                      | Gordini Type 15S | BUA | SEB | MIM | LEM | RTT | CAP |     |
| 1954   | Gordini                      | Gordini Type 15S | DNF |     |     |     |     |     |     |
| 1961   | René Bonnet Deutsch & Bonnet | DB HBR5          | SEB | TAR | NÜR | LEM | PES |     |     |
| 1961   | René Bonnet Deutsch & Bonnet | DB HBR5          |     |     | 38  | 19  |     |     |     |